# Снајперска пушка
Снајперска пушка је намењена за уништавање циљева на великим раздаљинама, прецизном ватром и уз што мањи утрошак муниције. У већини случајева под циљевима се подразумева човек (непријатељски војник, терориста, наоружани криминалац, председник или неки други високи државни званичник и др.), док се под „што мањим утрошком муниције“ обично мисли на „један хитац“. Раздаљине на којима снајперска пушка дејствује крећу се од 100 m и мање (полицијске и антитерористичке акције) па до 1 km и више (војне и специјалне операције). Неке снајперске пушке, углавном великог калибра могу се користити и за уништавање и онеспособљавање материјалних циљева као што су радарске кабине, авиони на стајанци, џипови и др.

## Историја
Историја прецизног гађања ватреним оружјем вуче своје корене још из 18 и 19. века. Увидевши значај прецизног гађања армије многих земаља формирале су посебне јединице састављене од одличних стрелаца, углавном наоружаних стандардним армијским пушкама. 
Током Првог и Другог светског рата такође су коришћене снајперске пушке. У Првом светском рату који је био позиционог карактера и у којем је доминирала рововска борба, улога снајперске пушке није дошла до изражаја. Разлог за то је што није било борби у урбаним подручјима у којима ово оружје има посебан значај. Такође, линија фронта која је била испресецана рововима и преорана експлозијама артиљеријских граната није пружала довољно природно заклоњених положаја (вегетација је у овим подручјима била потпуно уништена) и узвишења са којих би снајпер могао да дејствује због чега је улога снајперске пушке у овом сукобу била незнатна.
У Другом светском рату, који су одликовале жестоке битке које су се водиле у великим градовима као што су Стаљинград, Лењинград, Харков, Берлин и др. као и у Нормандији у Француској, снајперска пушка стекла је мрачну репутацију. У вештим рукама претворила се у ефикасно смртоносно оружје. Најуспешнији снајпер у историји био је Финац Симо Хејхе, а један од најпознатијих снајпера у Другом светском рату био је совјетски војник Василиј Зајцев који је убио преко 200 немачких војника и официра током битке за Стаљинград, иако је било успешнијих совјетских снајпера, управо лик Зајцева је популаризован кроз филм Непријатељ пред вратима. Познати амерички ратни извештач, Арни Пајл је овако описао ситуацију у Нормандији 1944. год.: „Снајпери су свуда. Има их на дрвећу, у зградама, рушевинама, у трави. Али их највише има у високој и бујној живици која пресеца нормандијска поља и које има дуж сваког пута и раскрснице“. 
На територији Југославије током Другог светског рата није било масовније употребе снајпера али је пре почетка рата постојало интересовање да се они уведу у наоружање Југословенске краљевске војске, па је у том циљу вршено испитивање домаћих оптичких справа и нове снајперске верзије пушке М1924.
После Другог светског рата снајперска пушка коришћена је у многим локалним сукобима широм света. У грађанском рату у бившој Југославији нарочито је коришћена током опсаде Сарајева. Иако се у причи о тзв. Снајперској алеји у Сарајеву наводи да су снајперске пушке углавном користиле српске снаге око града, занемарује се чињеница да је исто оружје активно користила и муслиманска страна. У оба случаја, мете нису били само војни већ и цивилни циљеви што је имало поражавајући психолошки ефекат на становништво обе стране.

## Модерна снајперска пушка
Модерна снајперска пушка може бити или стандардна армијска пушка, одабрана због њене прецизности и опремљена оптичким нишаном са увећањем или пушка посебно израђена за ту намену. Чест је случај да се као стандардна снајперска пушка у многим армијама света користе ловачки карабини познати по својој прецизности, који су у свом основном облику доступни цивилним лицима. Наравно, овакве пушке се такође опремају оптичким нишаном и на њима се врше одређене мање модификације како би се прилагодиле војној употреби. Најважнији део снајперске пушке су оптичке справе од којих зависи прецизност поготка, оне се могу поделити на дневне и ноћне. Оптичке нишане за пушке домаће производње, производила је компанија „ЗРАК“ из Сарајева. Најквалитетније оптичке справе на свету производе компаније као што су „Carl Zeis”, „Schmidt & Bender”, „Leupold & Stevens” а у последње време и руска „Дедал-НВ”. Цена квалитетног оптичког нишана се може кретати и до неколико хиљада долара, па је неретко да оптички нишан у неким случајевима кошта више од саме пушке.
Све модерне снајперске пушке могу се поделити у три главне категорије:
- војне снајперске пушке
- полицијске снајперске пушке
- снајперске пушке специјалне намене

Примери модерних снајперских пушака
- Сако ТРГ
- Accuracy International AWM
- ОРСИС Т-5000
- СВ-98
- PGM 338

### Војна снајперска пушка
Војна снајперска пушка, поред основног захтева за прецизношћу мора да испуњава и неке друге услове који произлазе из овакве њене употребе. Прво, не сме бити превише тешка како би војник могао поред ње да носи довољно резервне муниције и остале опреме. Друго, мора бити изузетно отпорна на различите климатске услове као што су изузетно високе и ниске температуре, влага и др. Треће, мора да буде лака за одржавање и поправку у теренским условима. 
Један од свакако најважнијих услова које војна снајперска пушка мора да испуни тиче се муниције. Наиме, ова пушка мора да користи стандардну муницију која се користи у армији у чијем наоружању се налази. Повећање домета војне снајперске пушке обично се постиже тако што се модификује стандардна муниција

### Полицијска снајперска пушка
Улога полицијске снајперске пушке се знатно разликује од улоге војне снајперске пушке па отуда и разлике у конструкцији. Полицијска снајперска пушка намењена је за дејства на раздаљинама до 300 m, а у појединим случајевима и на раздаљинама мањим од 100 m. У рату, рањени непријатељ се исто као и убијени непријатељ сматра избаченим из строја. Међутим, код полицијских и антитерористичких акција, у којима је главни циљ спасавање талаца, рањени терориста или криминалац није избачен из строја. Иако рањен, он може започети ликвидацију талаца пре него што буде неутралисан. Због тога је код полицијске снајперске пушке акценат на прецизности, а не на домету. 
Полицијска снајперска пушка није подвргнута ограничењима које трпи војна снајперска пушка због чега је има у најразличитијим калибрима и користи најразличитију муницију. Њене нишанске справе су компликоване и имају разна подешавања. С обзиром да се користи за борбу са малих одстојања и у урбаној средини произвођачи савремене полицијске снајперске пушке се труде да је учине компактном и функционалном како би се олакшала њена употреба.

### Снајперска пушка специјалне намене
Снајперске пушке специјалне намене могу се поделити у две категорије:
Снајперска пушка великог калибра, најчешће 12.7 mm која углавном користи муницију коју користе тешки митраљези. Ефективни домет ове пушке је преко 1.500 m. Могу се користити не само за уништавање живих циљева већ и непријатељских возила, хеликоптера, авиона и др.
Пригушена снајперска пушка користи специјалну подзвучну муницију и опремљена је измењивим или уграђеним пригушивачем пуцња. Подзвучна муниција ограничава домет пушке на 300-500 m али се правилном применом у урбаној средини у којој је стално присутан одређен ниво буке може постићи то да се пуцањ не чује са раздаљине од 30-50 m.